# ASA (bilmärke)
För andra betydelser, se ASA.

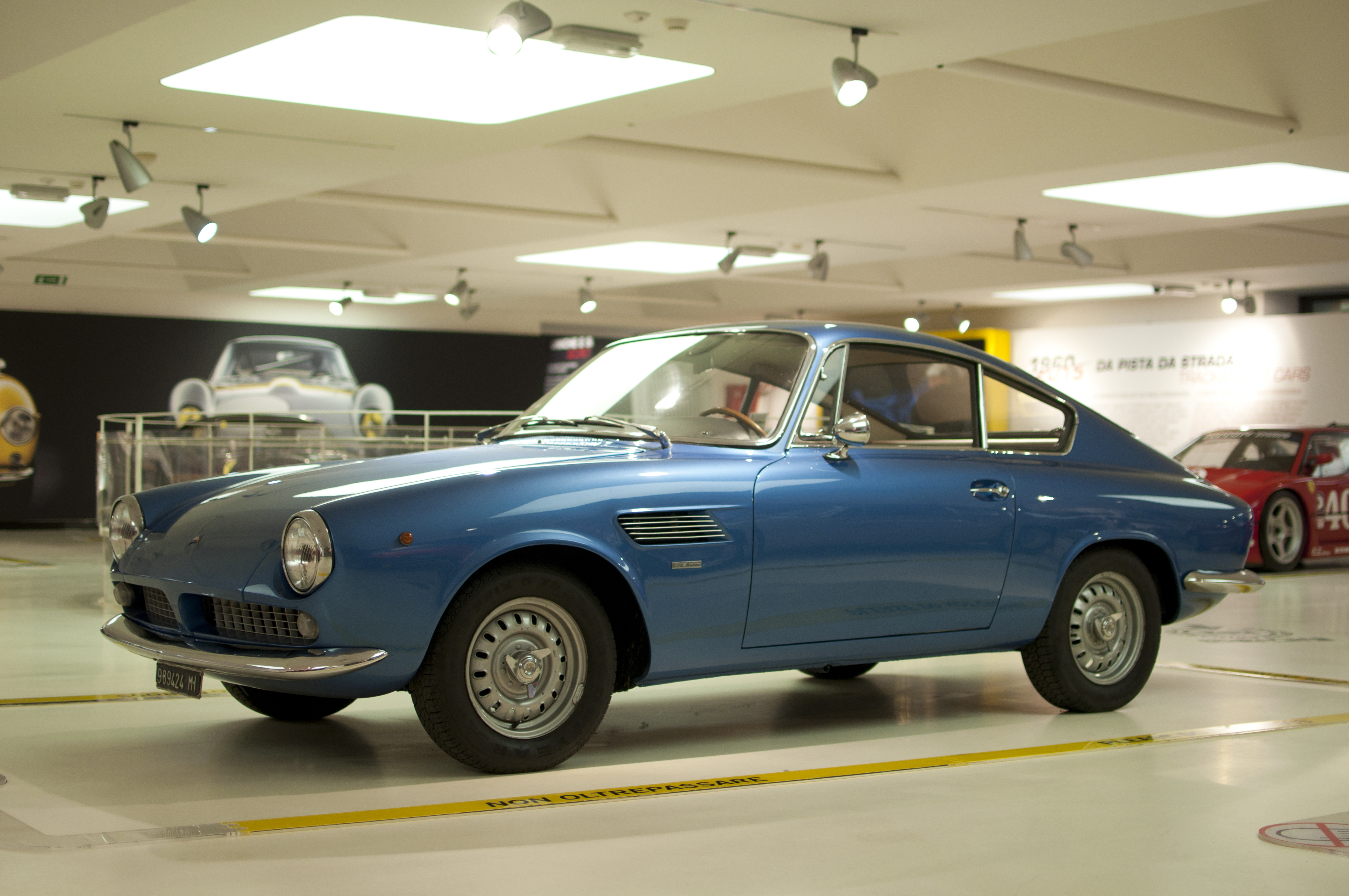
ASA 1000 GT Cuopé.

ASA, Autocostruzioni Societa per Azioni, var en italiensk biltillverkare under mitten av 1960-talet. Mellan 1964 och 1967 tillverkades 106 exemplar av modellen 1000GT (varav elva exemplar var av cabriolettyp, kallad 1000GT Spider). Företaget och modell 1000GT har sitt ursprung i en fyrcylindrig motorprototyp konstruerad av Ferrari, och rykten gick att Ferrari skulle producera en mindre sportbil ("Baby-Ferrari" eller "Ferrarina" blev namnet i pressen). Så skedde emellertid inte, istället föddes 1000GT med ett chassi konstruerat av Giotto Bizzarrini och en kaross formgiven av Giorgetto Giugiaro. Han arbetade vid denna tid för Bertone, och formgivningen presenterades först på en prototyp vid namn Bertone Mille. Tillverkningen skedde i Bizzarinis regi, i Milano. Modellen, tillsammans med företaget, presenterades 1962, men tillverkningen dröjde ytterligare två år.
Den fyrcylindriga motorn hade överliggande kamaxel, två Weberförgasare (modell 40 DCOE) och en slagvolym på 1032 kubikcentimeter. Effekten var 96 hästkrafter, vilket vid denna tid var en anmärkningsvärd siffra för en motor på en liters slagvolym. I den lätta bilen (780 kg) var detta fullt tillräckligt för en toppfart på nästan 190 kilometer per timme.